# アルプス子ども会
アルプス子ども会（アルプスこどもかい）は長野県駒ヶ根市に本部を置く野外教育団体。赤羽昭二（あかはね しょうじ、1927年 - 2009年1月22日）が1975年に都会の子供たち17名を集めて始めた。
「夏の子ども会」を中心として季節ごとに「子ども会」と銘打ったキャンプ活動を主催し、全国および日本国外から小・中学生が参加している。駒ヶ根市東伊那地区にキャンプ施設を所有して活動し、運営は東京事務局が中心となって行われている。また、「地球のまん中」ほか100曲近いオリジナルソングを軸とした独自の文化をもつ。俳優の桐谷健太は小中学生の頃、毎年参加して「最大の影響」を受けたという。2015年3月22日にはNHK BSプレミアムで、同局キャラクターの「どーもくん」が遊びにきた会活動「あそびのかんづめ」の様子が放映された。
2001年、創立者は日本キャンプ協会よりCamping Award 2001を受賞。

## 理念
「一人の例外もなく支え守り合える関係」を築くことを目指す。この理念をもっとも具体的に実現しているプログラムは「やまびこ村」であるとしているが、このプログラムでは最長15日間決められたスケジュールがなく、子供達が自立的に、共同して時間をすごすように促される。

## 創立者
創立者の赤羽昭二は1927年生まれ。長野県駒ヶ根市で割烹旅館を経営していた。旅館経営を手がける前は代用教員、靴卸などさまざまな職を経験する。アルプス子ども会は「〈大自然の中の人間〉を子どもの中に根づかせたい。子どもが本来持っている力を取り戻したい」との考えから、地元にもどってはじめたものである。2005年まで本会の会長を務めた。2009年死去。